# Miss Grundy
Miss Geraldine Grundy (Nascida Jennifer Gibson) é uma personagem fictícia da série Archie Comics.

## Versões alternativas
Em Life with Archie: The Married Life, Miss Grundy e Mr. Weatherbee perceberam o quanto eles se amavam e se casaram. No entanto, neste futuro alternativo, ela morreu de doença renal não muito tempo depois, deixando o Sr. Weatherbee um viúvo de coração partido.

## Em outras mídias
Em Riverdale, Miss Grundy é uma mulher muito mais jovem interpretada por Sarah Habel. No quarto episódio da série é revelado que Grundy mudou-se para Riverdale depois de mudar seu nome de Jennifer Gibson após seu divórcio, para escapar de um relacionamento abusivo. Desde então, Grundy se mudou de Riverdale para evitar a captura da polícia por causa de seu relacionamento com Archie. Quando Betty está à procura da senhorita Grundy on-line, ela encontra uma senhorita Grundy que morreu anos antes do início da série, com sua imagem de obituário parecida com a senhorita Grundy da série de quadrinhos. Na estréia da segunda temporada, é revelado que ela está vivendo em Greendale e "ensinando" outro jovem estudante do sexo masculino, antes de ser estrangulada até a morte por Black Hood com seu próprio arco de violoncelo.